# Борискино (Алькеевский район)
Борискино (тат. Борискино, чув. Парăсел) — село на юге Республики Татарстан, в восточной части Алькеевского района.

## География
Село находится на левом берегу реки Малый Черемшан в 45 километрах к юго-востоку от райцентра села Базарные Матаки.

## История
Село Борискино известно с 1710 года.
В середине XVIII века в селе построена церковь, которая была разрушена в 1930-х годах.
До 1860-х годах жители относились к категории государственных крестьян. Занимались земледелием, разведением скота, плотничным промыслом. В начале XX века в Борискино функционировали школа Министерства народного просвещения, 2 мелочные лавки. В этот период земельный надел сельской общины составлял 1488,6 десятин.
До 1920 годах село входило в Нижне-Алькеевскую волость Спасского уезда Казанской губернии. С 1920 года в составе Спасского кантона ТАССР. С 10 августа 1930 года в Алькеевском, с 19 февраля 1944 года в Юхмачинском, с 07 февраля 1956 года в Алькеевском, с 01 февраля 1963 года в Куйбышевском, с 12 января 1965 года в Алькеевском районах.

## Население
- 1782 год — 98 душ мужского пола,
- 1859 год — 530
- 1897 год — 966
- 1908 год — 1154
- 1920 год — 1120
- 1926 год — 813
- 1938 год — 692
- 1949 год — 518
- 1958 год — 695
- 1970 год — 826
- 1979 год — 708
- 1989 год — 552
- 2000 год — 541